# (200018) 2007 MH16
(200018) 2007 MH16 es un asteroide perteneciente al cinturón de asteroides, descubierto el 21 de junio de 2007 por el equipo del Lowell Observatory Near-Earth-Object Search desde la Estación Anderson Mesa (condado de Coconino, cerca de Flagstaff, Arizona, Estados Unidos).

## Designación y nombre
Designado provisionalmente como 2007 MH16.

## Características orbitales
2007 MH16 está situado a una distancia media del Sol de 2,550 ua, pudiendo alejarse hasta 3,007 ua y acercarse hasta 2,093 ua. Su excentricidad es 0,179 y la inclinación orbital 6,485 grados. Emplea 1487,91 días en completar una órbita alrededor del Sol.

## Características físicas
La magnitud absoluta de 2007 MH16 es 15,9.